# Sammlung Giustiniani
Die Sammlung Giustiniani war die Kunstsammlung der italienischen Adelsfamilie Giustiniani.
Die Sammlung war eine der bedeutendsten Sammlungen des 16.–17. Jahrhunderts. Sie wurde besonders von den Brüdern Benedetto (1554–1621) und Vincenzo Giustiniani (1564–1637) zusammengetragen. Sie bestand vor allem aus antiken Skulpturen und Gemälden.
1815 erwarb der preußische König Friedrich Wilhelm III. 158 Bilder aus der Sammlung, die zu einem Grundstock der Berliner Gemäldegalerie wurden. Etwa 130 Antiken aus der Sammlung wurden 1816 von Giovanni Torlonia für das Museo Torlonia in Rom erworben.
| Berliner Bilder aus der Sammlung Giustiniani | Berliner Bilder aus der Sammlung Giustiniani |
| -------------------------------------------- | --- |
| Französische Meister                         | Claude Lorrain: Römische Ideallandschaft (428) • Nicolas Poussin: Landschaft mit Juno und Argus (463) • Simon Vouet: Verkündigung (479) |
| Holländische Meister                         | Willem van Aelst: Stillleben mit Rebhuhn; Ente und Goldammer (921) • Dirck van Baburen • Fußwaschung (1135) • Wouter Pietersz. Crabeth II.: Grablegung Christi (353) • Gerbrandt van den Eeckhout: Darstellung Christi im Tempel (820) • Gerrit van Honthorst: Befreiung Petri (431) |
| Italienische Meister                         | Giovanni Baglione: Himmlischer und irdischer Amor (381) • Luca Cambiaso: Caritas (358) • Caravaggio: Bildnis einer jungen Frau (356); Christus am Ölberg (359); Hl. Matthäus mit Engel (365); Amor als Sieger (369) • Annibale Carracci: Christus am Kreuz (372 A); Römische Flusslandschaft (372) • Ludovico Carracci: Madonna mit Lamm (361) • Dosso Dossi: Hl. Familie (227) • Domenico Ghirlandaio: Judith (21) • Giovanni Lanfranco: Der hl. Karl Borromäus (386) • Lorenzo Lotto: Bildnis eines Architekten (153); Bildnis eines jungen Mannes (182); Bildnis eines jungen Mannes (320) • Palma il Vecchio: Hl. Familie (183) • Guido Reni: Johannes der Ev. (257); Paulus und Antonius in der Wüste (373) • Domenico Tintoretto: Ein Prokurator von S. Marco (298) • Paolo Veronese: Der tote Christus mit zwei Engeln (295) |